# Ліонська національна опера
Ліонська національна опера (фр. L’Opéra Nationale de Lyon) або Опера Нувель (фр. L’opéra Nouvel) — оперний театр у французькому місті Ліоні, один з провідних оперних колективів країни, значний культурний осередок міста.

## Загальні дані
Ліонська національна опера розташована у першому окрузі Ліона на набережній Рони за адресою:
пл. Комедії (Place de la Comédie), м. Ліон—69001 (Франція).
Будинок Ліонської опери цікавий своєю архітектурою, спершу збудований у XVIII столітті, перебудований у неокласицизмі в 1830-х роках, і зрештою значно реконструйований у функціоналістському дусі видатним французьким архітектором Ж. Нувелем на початку 1990-х років.
Чинний керівник Національної опери в Ліоні — Кадзуші Оно.

## З історії театру
Ще у XVIII столітті в Ліоні було збудовано оперний театр відомим архітектором Ж.-Ж. Суффло (Jacques-Germain Soufflot). Однак, згодом приміщення через малий розмір перестало бути функціональним, і 1830 року архітектори Антуан-Марі Шенавар (Antoine-Marie Chenavard) та Жан-Марі Поллет (Jean-Marie Pollet) перебудували поністю будівлю Ліонської опери в стилі неокласицизму.
Театр відкрився постановкою La Dame blanche Ф.-А. Буальдьйо (François-Adrien Boïeldieu), що відбулася 1 липня 1831 року.
У XIX та ХХ століттях у стінах Ліонської опери відбулися як французькі прем'єрні покази — наприклад, «Нюрнберзькі майстерзінгери» Вагнера (1896) або «Борис Годунов» М. П. Мусоргського (1913), так і світові прем'єри — «Очікування» (Erwartung) А. Шенберґа (1967).
Після того, як 1969 року Ліонську оперу очолив Луї Ерло (Louis Erlo), на її сцені було поставлено чимало сучасних французьких та зарубіжних опер. Діяльність театру наприкінці ХХ століття була тісно пов'язана з такими яскравими іменами, як театральний режисер Лоран Пелі (Laurent Pelly) та французькою оперною дівою (сопрано) Наталі Дессей (Natalie Dessay).
Усередині 1980-х років мерія Ліона ухвалила рішення про реконструкцію будівлі оперного будинку. Задля цього було запрошено видатного архітектора сучасності Жана Нувеля. Роботи з надання більшого функціоналізму будівлі за оригінальним нувелівським проектом тривали 8 років — у період 1985—93 років, і після цього оперний будинок дістав напівофіційну назву Опера Нувель (фр. L’opéra Nouvel).

## Керівництво
Керівники Ліонської опери у 1980—2000-і роки:
- Джон Еліот Гардінер (John Eliot Gardiner), 1983—88;
- Кент Наґано (Kent Nagano), 1988—98;
- Луї Ланґре (Louis Langrée), 1998–2000;
- Іван Фішер (Iván Fischer), 2000—03;
- Кадзуші Оно (Kazushi Ono), 2008 — до тепер.

## Цікавий факт
Центральний фасад будівлі Ліонської опери оздоблений вісьмома статуями муз, так що бракує Уранії, що пояснюється двома головними причинами: асиметрією у випадку додання дев'ятої скульптури та тим фактом, що Уранія власне ніяк не пов'язана з мистецтвом, яке демонструється в оперному театрі.